# Сны (сериал)
«Сны» — российский 8-серийный мистический детективный фильм Давида Дадунашвили. Производством проекта занималась «Кинокомпания братьев Андреасян».
Цифровая премьера двух первых серий телесериала состоялась 3 ноября 2022 года в онлайн-кинотеатре Premier. Новые серии размещались еженедельно по вторникам и четвергам. Заключительная серия вышла на платформе Premier 24 ноября 2022 года.

## Сюжет
Женя Журавлёва становится обладательницей уникальной способности. Девушка видит во снах на местах преступлений то, как умирали люди. Благодаря своему дару, Женя помогает расследовать дела капитану полиции Макарову. Однако сама девушка чувствует, что её способность не просто дар свыше, но и проклятие.

## Актёры и роли

### В главных ролях
| Актёр           | Роль                                |
| --------------- | ----------------------------------- |
| Павел Прилучный | Валерий Макаров                     |
| Лиза Моряк      | Евгения Журавлёва, Марта Бернтгольц |

### В ролях
| Актёр            | Роль                             |
| ---------------- | -------------------------------- |
| Алексей Гришин   | Дягтерёв майор полиции           |
| Сергей Шароватов | Кирилл                           |
| Валерий Смекалов | Александр эксперт-криминалист    |
| Оскар Кучера     | Антон Новиков майор ФСБ          |
| Карэн Бадалов    | Александр Грейц, Владимир Грейц  |
| Теона Дольникова | Наталья Лужина                   |
| Артур Ваха       | Саид Расулович Ахмедов бизнесмен |
| Эльдар Калимулин | Эльдар Ахмедов                   |

## Производство
Съёмки сериала стартовали 11 апреля 2022 года в Москве.
Один из продюсеров сериала Сарик Андреасян. Он является женихом исполнительницы главной роли, актрисы Лизы Моряк. Идея сериала родилась после рассказа Лизы Моряк, что она видит странные сны, когда оказывается в гостинице.
Сценарист Анна Кулаева раньше работала помощником судьи. Во многом благодаря ей в сценарии разворачиваются интересные детективные кейсы, которые в итоге переплетаются в единый организм.
Анонсировалось, что в проекте примут участие актёры Александр Галибин, Ирина Пегова и Евгений Шириков, однако в съёмках сериала они участия не принимали.

## Критика
Сериал получил неоднозначные оценки критиков и журналистов.
- Виктория Стаценко, RT:

Мистика в сериале дополняет сюжет и будоражит фантазию зрителя, без неё сериал, скорее всего, был бы пресным. Атмосферу поддерживают и хоррор-решения: скримеры, ожившие мертвецы, мрачное музыкальное сопровождение с соответствующими визуальными решениями и прочее.
- Родион Чемонин, Filmz.ru:

Здесь в качестве объекта для сравнения больше подходят телешоу из разряда «битв экстрасенсов», из-за чего всё происходящее на экране невозможно воспринимать всерьёз. Уже только поэтому новый проект Сарика и Гевонда — самый лёгкий из всего сделанного ими за последнее время.